# Matheran
Matheran est une station de montagne et un conseil municipal du district de Raigad dans l'État indien du Maharashtra. Lors du recensement de l'Inde de 2011, sa population s'élève à 5 139 habitants.